# Selmanlı (Ağlı)
Selmanlı is een dorp in het Turkse district Ağlı  en telt 40 inwoners.
| Jaartal | totaal | man | vrouw |
| ------- | ------ | --- | ----- |
| 2018    | 40     | 20  | 20    |
| 2017    | 38     | 18  | 20    |
| 2016    | 43     | 21  | 22    |
| 2015    | 44     | 20  | 24    |
| 2014    | 38     | 16  | 22    |
| 2013    | 41     | 19  | 22    |
| 2012    | 41     | 18  | 23    |
| 2011    | 39     | 16  | 23    |
| 2010    | 42     | 17  | 25    |
| 2009    | 40     | 18  | 22    |
| 2008    | 42     | 18  | 24    |
| 2007    | 42     | 18  | 24    |

Centrale districtsplaats (İlçe Merkezi): Ağlı
Dorpen (Köyler):
Adalar · Akçakese · Akdivan · Bereketli · Fırıncık · Gölcüğez · Kabacı · Müsellimler · Oluközü · Selmanlı · Tunuslar · Turnacık · Yeşilpınar